# نورجزیک
نورجیزک (نورجیزیک) نام ماده تزریقی است که در ایران به‌طور غیرقانونی و به عنوان جعلی «داروی ترک اعتیاد» و در شیشه‌های آمپول، عرضه می‌گردد.
نورجیزک ِاصلی (Norgesic) که در کشورهای غربی مانند ایالات متحده آمریکا، کانادا و کشورهای اروپائی به عنوانی ترکیب ِغیر مخدر ِ شل‌کنندهٔ عضلانی (با پایه فنادرین -آسپیرین) عرضه می‌گردید، دیگر توسط کارخانه سازنده، تولید نمی‌شود.
آمپول موجود در ایران، کاملاً متفاوت بوده و به طوری جعلی و غیر ژنریک، از نام نورجیزک سوءاستفاده می کند.

## ترکیب
ترکیبات شناخته شده نورجیزک عرضه شده در ایران شامل بوپرنورفین(شبیه مورفین) و کورتون می‌باشد.

## خطرات
- اعتیاد: به علت اثرات مخدر، تزریق بوپرنورفین اعتیادآور می‌باشد.اگرچه تجویز «قرصهای زیر زبانی» حاوی بوپرنورفین (زیر نظر پزشک) در برخی کشورها برای ترک اعتیاد صورت می‌گیرد اما قرصهای مذکور، همیشه به همراه ترکیبی از نالوکسون تهیه می‌شوند که اثر مخدر بوپرنورفین را مهار نموده و تزریق آن به عنوان مخدر را بی‌اثر می سازد.[۴]

از آنجائیکه نالوکسون در نورجیزک پیدا نشده، نورجیزک نه تنها در ترک اعتیاد مؤثر نیست بلکه خود، اعتیادآور می‌باشد و «مصرف بیش از حد» ( اُوِردُز) آن، مرگ‌آور است.
- اختلال سوخت و ساز بدن: هیدروکورتیزون، کورتون (یا هورمون کورتیزول) ِمترشحه از غده فوق کلیوی است که دارای نقش متابولیکی حساسی در بدن است و ورود آن به سیستم داخلی بدن، باعث بر هم خوردن «تعادل متابولیزم ِقندها» می‌شود. چنین اختلالی، خود می‌تواند موجب «چاقی کاذب» و در کنار «اختلالات کبدی و هورمونی» منجر به مرگ شود. هیدروکورتیزون همچنین باعث تضعیف سیستم ایمنی بدن شده و می تواند زمینه ساز بروز «عفونت‌های فرصت طلب» باشد.
- عفونت: عفونت ناشی از نورجیزک به دلیل سرکوب سیستم ایمنی بدن (به دلیل اثرات هورمونی و مخدر) همچنین به دلیل آلودگی سُرنگ، عدم رعایت بهداشت در هنگام تزریق، و استفاده از سُرنگ مشترک توسط معتادان (امکان ایجاد هپاتیت و ایدز) و همچنین به علت «شرایط غیر بهداشتی تهیه و ساخت خود این ماده» می‌باشد.

باور بر این است که این دارو، در شرایط غیر بهداشتی و داخل «ویال های استفاده شده» پر می‌شود و تزریق مستقیم «عامل عفونت» به داخل بدن، می‌تواند موجب مرگ سریع گردد.